# الجامعة اللبنانية
الجامعة اللبنانية، هي الجامعة الحكومية الوحيدة في لبنان. يرجع تأسيسها إلى سنة 1951، وقد كانت كل كلياتها ومعاهدها في بيروت قبل أن تجبرها الحرب الأهلية اللبنانية على إحداث فروع للكليات في محافظات جبل لبنان ولبنان الشمالي ولبنان الجنوبي والبقاع، لتسهيل تنقل الطلبة.

وردت لأول مرةٍ فكرة تأسيس الجامعة في خطاب وزير الخارجية اللبناني الأسبق حميد فرنجية، في 11 كانون الأول 1948، خلال حفل اختتام مؤتمر الأونيسكو الثالث الذي انعقد في بيروت حين قال: 
«إن لبنان يأملُ أن يرى في هذا المكان جامعةً لبنانيةً تكون روحها روح الأونيسكو».

## لمحة تاريخية
تأسيس الجامعة اللبنانية فأتى وليدَ حراكٍ شعبيٍّ وطالبي كبير سُجّلت انطلاقته في 23 كانون الثاني من العام 1951 مع إضرابٍ عام استمر مدةً طويلةً، وشارك فيه طلابٌ ثانويون وجامعيون أكثرهم من جامعة القديس يوسف، وشهد التحركُ تظاهراتٍ واشتباكاتٍ مع رجال الأمن أجبرت مجلس الوزراء على الاجتماع في 5 شباط من السنة نفسها.
وبما أنه لا استقلال حقيقياً للوطن من دون جامعةٍ وطنيةٍ رسميةٍ تحافظ على التراث الثقافي والعلمي فيه، شهد العام 1951 ولادةَ أول نواة للجامعة اللبنانية مع إنشاء دار المعلمين العليا ومعهد للإحصاء بإدارة الدكتور خليل الجر.
وفي العام 1953، صدر المرسوم رقم 25 تاريخ 26/2/1953 الذي استحدث مركزاً للدراسات المالية والإدارية وألحق بالجامعة، وسمّيَ فيما بعد بـ «معهد الإدارة والمال»، كما نص على إبدال اسم «دار المعلمين العليا» بـ «معهد المعلمين العالي».

بقي الوضعُ في الجامعة اللبنانية مقتصراً على النواة المذكورة حتى العام 1959، عندما صدر مرسومُ الجامعة التنظيمي رقم 2883 تاريخ 16/12/1959، ونصّ في مادته الأولى على ما يلي: 
«إن الجامعةَ اللبنانية مؤسسةٌ تقوم بمهام التعليم العالي الرسمي بمختلف فروعه ودرجاته....».
لكن القانونَ الأساسي لتنظيم الجامعة الذي كرّس استقلالها الأكاديمي والإداري والمالي صدر بتاريخ 26/12/1967 تحت رقم 75/67. وبعد ذلك نُظّم عمل الهيئة التعليمية في الجامعة بموجب القانون رقم 6/70 تاريخ 23/2/1970، وكذلك وُضع النظام المالي للجامعة بموجب المرسوم رقم 14246 تاريخ 14/4/1970.
تولى رئاسةَ الجامعة اللبنانية منذ نشأتها تباعاً كلّ من:
| - الدكتور خليل الجر           | (1951-1953)           |
| - الدكتور فؤاد أفرام البستاني | (1953-1970)           |
| - الدكتور إدمون وديع نعيم     | (1970-1976)           |
| - الدكتور بطرس يوسف ضاهر ديب  | (1977-1980)           |
| - الدكتور جورج طعمة           | (1980-1988)           |
| - الدكتور ميشال عاصي          | (بالتفويض، 1988-1990) |
| - الدكتور هاشم حيدر           | (بالنيابة، 1990-1992) |
| - الدكتور محمد المجذوب        | (1992-1993)           |
| - الدكتور أسعد دياب           | (1993-2000)           |
| - الدكتور إبراهيم قبيسي       | (2001-2006)           |
| - الدكتور زهير علي شكر        | (2006-2011)           |
| - الدكتور عدنان السيد حسين    | (2011-2016)           |
| - الدكتور فؤاد حسين أيوب      | (2016 - 2021)         |
| - الدكتور بسام بدران          | (2021 -)              |

## الدكتوراه الفخرية
منحت الجامعة شهاداتِ دكتوراه فخرية لعدد من رؤساء الدول والمسؤولين، وهم حسب التسلسل الزمني:
| شاه إيران محمد رضا بهلوي                         | (1957) |
| العاهل المغربي محمد الخامس                       | (1960) |
| الرئيس التونسي الحبيب بورقيبة                    | (1965) |
| الرئيس السنغالي ليوبولد سنغور                    | (1966) |
| إمبراطور الحبشة هيلا سيلاسي                      | (1967) |
| الرئيس الروماني نيكولاي تشاوتشيسكو               | (1972) |
| الرئيس الأرمني روبرت كوتشريان                    | (1999) |
| الرئيس الإيراني سيد محمد خاتمي                   | (2003) |
| وزير الداخلية السعودي نايف بن عبد العزيز آل سعود | (2009) |
| الرئيس الإيراني محمود أحمدي نجاد                 | (2010) |
| الرئيس الألماني فرانك-فالتر شتاينماير            | (2018) |

منذ عام 2009 بدأت الجامعة بمنح شهادةَ الدكتوراه الفخرية لشخصياتٍ لبنانية هي:
الوزير فؤاد بطرس، الوزير غسان تويني، الوزيرة ليلى الصلح حمادة، نقيب الصحافة محمد بعلبكي، ناشر جريدة السفير طلال سلمان، حاكم مصرف لبنان رياض سلامة، البروفسور فيليب سالم، والفنانة ماجدة الرومي.

## مهام الجامعة اللبنانية
الجامعةُ اللبنانية هي المؤسسةُ الرسمية الوحيدة في لبنان التي تقوم بمهام التعليم العالي الرسمي بمختلف اختصاصاته ودرجاته، وبالبحث العلمي والإعداد والتدريب المستمر من خلال:
| - | نشر المعرفة والثقافة                                                |
| - | توفير القدرات البشرية المؤهلة علمياً                                 |
| - | خدمة المجتمع لتلبية حاجاته وتطوره من خلال الدراسات والتدريب المستمر |
| - | الحضور العلمي على المستوى الوطني والإقليمي والعالمي                 |
| - | تعميق الاندماج الاجتماعي والوطني                                    |
| - | تأصيل القيم الإنسانية في نفوس المواطنين                             |

## تكاليف الدراسة
تستوفي الجامعة اللبناية من الطلبة المنتسبين إليها رسوم التسجيل للعام الدراسي 2023-2024 على الشكل التالي:
ا- الطلاب اللبنانيون و الطلاب المولودون من ام لبنانية و الفلسطينيون:
لمرحلة الإجازة في الكليات النظرية مبلغ 12,500,000 ل.ل.
لمرحلة الإجازة في الكليات التطبيقية مبلغ 12,500,000 ل.ل.
لمرحلة الدراسات العليا مبلغ 17,500,000 ل.ل.
لمرحلة الدراسات الدكتوراه مبلغ 22,500,000 ل.ل.
ب – الطلبة الأجانب:
لمرحلة الإجازة في الكليات النظرية مبلغ 60,000,000 ل.ل.
لمرحلة الإجازة في الكليات التطبيقية مبلغ 60,000,000 ل.ل.
لمرحلة الدراسات العليا مبلغ 100,000,000 ل.ل.
مرحلة الدراسات الدكتوراه مبلغ 300,000,000 ل.ل.
ج – رسم اشتراك في مباراة الدخول في الكليات والمعاهد التي يخضع الانتساب إليها لشرط المباراة: 500,000 ل.ل.
هـ- رسوم دورة اللغة الأجنبية:50000 ل.ل

## الوحدات الجامعية وفروعها
منذ نشأتها، تُصدر الجامعة تباعاً مراسيم إنشاء الكليات والمعاهد، وهو أمر ساهم بتوسُّعها وتطوُّرها، وبالتالي ارتفاعِ عدد كلياتها ومعاهدها، فأصبحت تضمّ 16 كليةً هي:
| - | كلية الآداب والعلوم الإنسانية                                     |
| - | كلية الحقوق والعلوم السياسية والإدارية                            |
| - | كلية العلوم                                                       |
| - | معهد العلوم الإجتماعية                                            |
| - | كلية الفنون الجميلة والعمارة                                      |
| - | كلية التربية (التي حلّت محل دار المعلمين العليا)                   |
| - | كلية الإعلام                                                      |
| - | كلية العلوم الاقتصادية وإدارة الأعمال                             |
| - | كلية الهندسة                                                      |
| - | كلية الزراعة                                                      |
| - | كلية الصحة العامة                                                 |
| - | كلية العلوم الطبية                                                |
| - | كلية طب الاسنان                                                   |
| - | كلية الصيدلة                                                      |
| - | كلية السياحة وإدارة الفنادق                                       |
| - | كلية التكنولوجيا بالتعاون مع وزارة التعليم العالي والبحث في فرنسا |

بالإضافة إلى ثلاثة معاهد عليا للدكتوراه هي:
| - | المعهد العالي للدكتوراه في الآداب والعلوم الإنسانية والاجتماعية          |
| - | المعهد العالي للدكتوراه في الحقوق والعلوم السياسية والإدارية والاقتصادية |
| - | المعهد العالي للدكتوراه في العلوم والتكنولوجيا                           |

ويتبع للجامعة معهد العلوم التطبيقية والاقتصادية CNAM _ ISAE الذي يعمل وفق نظام خاص بالتعاون مع الـ CNAM في فرنسا.
حتى العام 1975، كانتِ الكلياتُ والمعاهد التابعة للجامعة تتركز في بيروت وضواحيها، لكن اندلاعَ الحربِ اللبنانية وصعوبةَ التنقّل بين المناطق، أدى إلى إنشاء فروعٍ لها في بيروت ومحافظات جبل لبنان والشمال والجنوب والنبطية والبقاع، الا أن البرامجَ والمناهجَ وأنظمةَ الامتحانات والتدريس والشهادات بقيت موحدّةً في كل الفروع، كما أن الإدارة المركزية بقيت موحدةً بكامل أجهزتها في العاصمة بيروت.
تنتشرُ حالياً في مختلف المحافظات اللبنانية فروعٌ جامعية للكليات والمعاهد باستثناء كليات العلوم الطبية وطب الأسنان والصيدلة والزراعة والمعاهد العليا للدكتوراه التي بقيت موحدةً في بيروت.
في العام 2018، بلغ عدد طلبة الجامعة اللبنانية 79 ألفَ طالب، لتكونَ من أكبر وأهمِّ الجامعات في الشرق الأوسط.

## مهام القسم ومجلس الفرع ومجلس الوحدة
أولاً: القسم الأكاديمي:
1. يرأس القسم الأكاديمي عضو من بين أفراد الهيئة التعليمية في الملاك أو بالتفرغ ينتخب لسنة أكاديمية واحدة قابلة للتجديد من بين أساتذة القسم.
2. يعقد القسم الأكاديمي اجتماعات دورية بناءً على دعوه من رئيسه أو نصف الأعضاء.

مهام القسم الأكاديمي هي التالية:
1. تنفيذ قرارات مجلس الفرع المتعلقة بهذا القسم.
2. السهر على حسن سير العمل الأكاديمي في القسم على مستوى الهيئة التعليمية والطلاب.
3. اقتراح ترشيح أفراد الهيئة التعليمية للتعاقد والتعيين والترفيع في هذا القسم.
4. اقتراح توزيع مواد التدريس على الهيئة التعليمية في القسم.
5. اقتراح تنظيم توقيت الدروس.
6. ترشيح لجان الامتحانات المتعلقة بالقسم.

ثانياً: مجلس الفرع: يتولى إدارة الفرع: -مدير الفرع، ممثل الآساتذة في الفرع، رؤساء الأقسام الأكاديمية، أمين سر الفرع هو أمين سر مجلس الفرع.
مهام مجلس الفرع:
1. السهر على حسن سير العمل الأكاديمي في الفرع على مستوى الهيئة التعليمية والطلاب.
2. اقتراح توزيع مواد التدريس على الهيئة التعليمية في الفرع بناءً على توصية القسم المختص.
3. اقتراح تنظيم توقيت التدريس.
4. ترشيح لجان الامتحانات المتعلقة بالفرع بناءً على توصية القسم المختص.

ثالثاً: مجلس الوحدة: يتولى إدارة الوحدة الجامعية عميد ومجلس: عميد الكلية، ممثل أساتذة، رئيس مركز الدراسات والأبحات التربوية، أمين سر الكلية هو أمين سر مجلس الوحدة، ممثل أساتذة الكلية في مجلس الجامعة.
مهام مجلس الوحدة:
1. وضع النظام الداخلي للوحدة على أن يقترن بموافقة مجلس الجامعة.
2. تقديم الاقتراحات في مختلف شؤون الوحدة وخاصةً ما يتعلق بالمناهج والأبحاث وعقود الأبحاث وأنظمة الامتحانات.
3. ترشيح أفراد الهيئة التعليمية للتعيين والترفيع.
4. درس الاقتراحات الواردة من مجالس الفروع وإبداء الرأي فيها، ورفع توصيات بشانها إلى مجلس الجامعة.
5. التوصية بالتعاقد مع المرشحين للعمل في مختلف نشاطات الوحدة.
6. مناقشة التقرير السنوي الذي يضعه العميد، عن شؤون الوحدة، تمهيداً برفعه إلى رئيس الجامعة.
7. تسمية المرشحين من أفراد الهيئة التعليمية والطلاب للإفادة من المنح ومتابعة التحصيل.
8. إصدار نتائج الامتحانات النهائية ونتائج مباريات الدخول.
9. اقتراح اشتراك الوحدة في المؤتمرات والحلقات العلمية والثقافية ورفع التوصية إلى مجلس الجامعة.
10. سائر المهام التي تنص عليها القوانين والأنظمة المرعية الإجراء، الخدمات، خدمات المكتبة، الضمان الصحي للطلاب، منح التخصص في الخارج.

## أساتذة وخريجون بارزون
- ديزيره سقال

## وصلات خارجية
- الجامعة اللبنانية
- الجامعة اللبنانية - نافذة لبنان